# タフィラ県
タフィラ県（タフィラけん、アラビア語: الطفيلة Aṭ-Ṭafīlah）は、ヨルダンを構成する県（ムハーファザ）の1つである。日本語表記はほかにタフィーラまたはタフィーレとも。県都は同名の都市タフィラ。
1988年（またはそれ以前）にカラク県から分離・設置された。人口は9.6万人（2015年国勢調査）で、ヨルダンの全12県の中で最も少ない。現在のヨルダン南部を統治した古代エドム王国の、首都を含む多数の史跡が所在する。

## 隣接する県
- カラク県
- マアーン県
- アカバ県
- 南部地区 (イスラエル)

## 行政区画

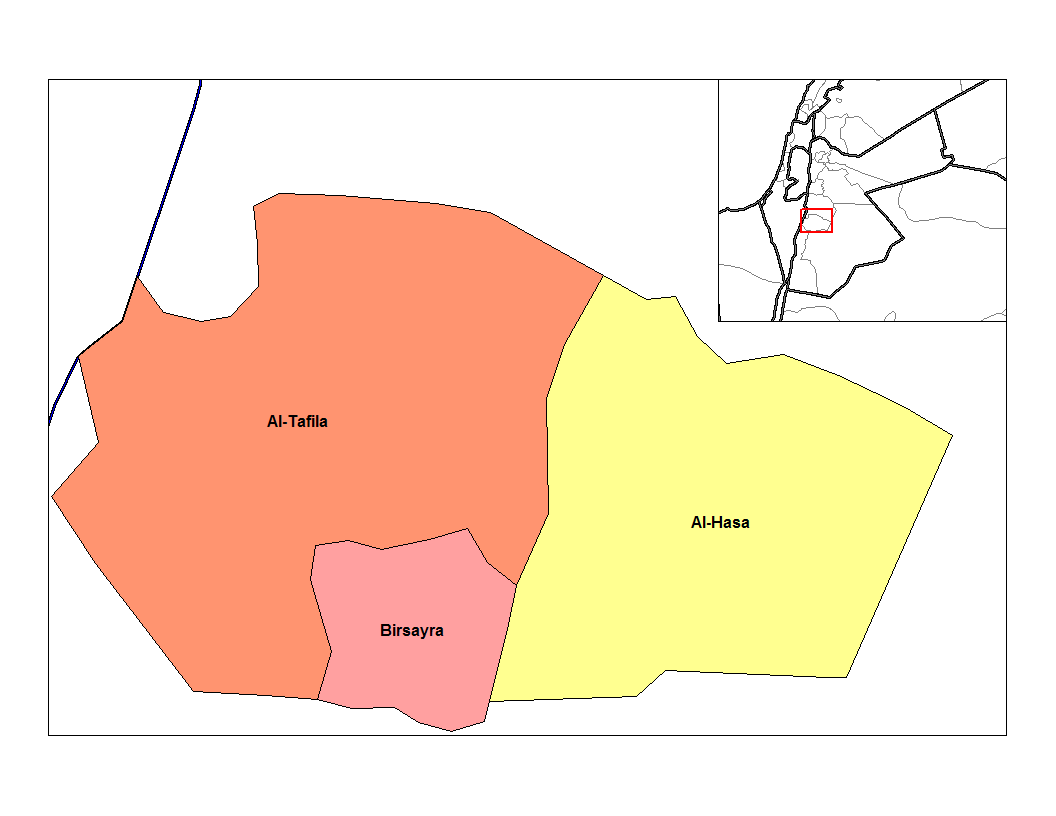
タフィラ県の郡

3郡（لواء）から成る。
| 県名                 | アラビア語名      | ラテン文字表記     | 面積 (km2) | 人口 (2015) |
| -------------------- | ----------------- | ------------------ | ---------- | ----------- |
| ハサ郡               | لواء الحسا        | Al-Ḥasā            | 952        | 10,243      |
| ブセイラ郡           | لواء بصيرا        | Buṣayrā            | 227        | 25,245      |
| タフィラ・カサバー郡 | لواء قصبة الطفيلة | Qaṣabah aṭ-Ṭafīlah | 1,031      | 60,803      |

## 主要都市
タフィラ・カサバー郡
- タフィラ（タフィーレ）：タフィーレ県の県庁所在地。県北西部の山間地域に位置する。中心部はバスターミナル付近の幹線道路沿い200ｍほどの商店街。西はタフィーレ軍事病院のあるワディゼィドまで住宅地が続いている。
- アル・イース：タフィーレ工科大学がある。
- アイン・アルベーダ：セルア城などがある。
- アフラ：ハサ渓谷にある街。温泉が２カ所（アフラ温泉とボルベィダ温泉）ある。
- イーマ
- アル・ウィーム
- シンファハ

ブセイラ郡
- ブセイラ（英語版）：タフィーレ県第2の街。県南西部の山間地域に位置する。県南部の行政の中心。柔道がさかんな街でアラブチャンピオンを輩出したこともある。古代エドム王国の首都でもある。
- カディシーヤ：県最南端の街。
- ラシャディーヤ：フランス資本のセメント工場（かつては日本資本）がある。
- ダーナ（英語版）：県南部の観光村。ダーナ自然保護区の玄関口。カディシーヤから谷をkmほど下った場所にある。廃墟になった石造りの街を観光用にリノベートしたホテルが数軒ありトレッキングツアーを企画している。アンマン・ペトラ間のツアーの一部で立ち寄られる。
- ガランダル

ハサ郡
- ハサ（ヒッサ）：県東部の砂漠地域に位置する。デザート・ハイウェイ上にある砂漠の中の街。南側の元々の街と北側のカンパニーシティとがある。
- ジュルフ